# Fortune (Zeitschrift)
Fortune ist eine alle zwei Monate erscheinende US-amerikanische Zeitschrift.

## Geschichte
Sie wurde 1930 vom Time-Gründer Henry Luce publiziert. Innerhalb von vier Monaten nach Ausbruch der Großen Depression wurden die ersten Ausgaben für einen Dollar verkauft, während ein Exemplar der New York Times 5 Cents kostete. Dennoch hatte die erste Ausgabe mit 184 Seiten 30.000 Bezieher.
Im Gegensatz zur Konkurrenz, die statistische Daten und Fakten als Schwarz-Weiß-Publikation druckte, versuchte Luce, die Great Depression aus dem Blickwinkel des sozialen Gewissens zu präsentieren. Fortune gab einen neuen Einblick in Agrar- und Industriewirtschaft. Die Zeitschrift war auch bekannt für ihre Fotografien, zum Beispiel präsentierte sie die Werke von Margaret Bourke-White. Zudem waren die Anzeigen und der Umschlag in Farbe.
Heute gilt Fortune nach dem Forbes Magazine als das zweitälteste Wirtschaftsmagazin der USA. Die Zeitschrift gehört zum Medienkonzern Time Inc., einer Gesellschaft von Time Warner. Sie erscheint 14-täglich in einer Auflage von rund 850.000 Magazinen.
Fortune ist vor allem für eine Reihe von Ranglisten bekannt, die das Blatt jährlich veröffentlicht: Fortune 500 und Fortune 1000 listen die umsatzstärksten amerikanischen Unternehmen auf, Fortune Global 500 die umsatzstärksten Unternehmen weltweit.
Ein wichtiger Konkurrent ist das Forbes Magazine, das ähnliche Ranglisten zu Themen aus dem Wirtschaftsleben aufstellt.